# Sociologists for Women in Society
Sociologists for Women in Society (SWS) es una organización internacional de científicas sociales (estudiantes, docentes, profesionales e investigadoras) que trabajan juntas para mejorar la posición de las mujeres dentro de la sociología y la sociedad en general.

## Historia
En 1969, varios cientos de mujeres se reunieron en una "contraconvención" en la Iglesia Glide Memorial en lugar de asistir a las reuniones de la American Sociological Association (ASA) en el Hotel Hilton. Al compartir sentimientos de inseguridad e historias de experiencias inicialmente desconcertantes como estudiantes de posgrado y profesores, y alentarse mutuamente con aplausos, se dieron cuenta de que parte del estrés de ser sociólogas no era idiosincrásico, sino parte de la experiencia de ser mujer. Más tarde ese año, unas 20 mujeres se reunieron para fundar y construir una organización y una red. Si bien, la organización Sociologist for Women in Society (SWS) se creó para corregir la difícil situación de las mujeres sociólogas, se ha convertido en una organización que también se enfoca en mejorar la posición social de las mujeres en la sociedad a través de la investigación y la escritura sociológica feminista.
La SWS celebra reuniones anuales y publica la revista académica Gender & Society. 

## Publicaciones
- Revista Gender & Society